# Bunaeopsis oubie
Bunaeopsis oubie är en fjärilsart som beskrevs av Guérin-ménéville 1849. Bunaeopsis oubie ingår i släktet Bunaeopsis och familjen påfågelsspinnare. Inga underarter finns listade i Catalogue of Life.